# Stecker (Kleidung)

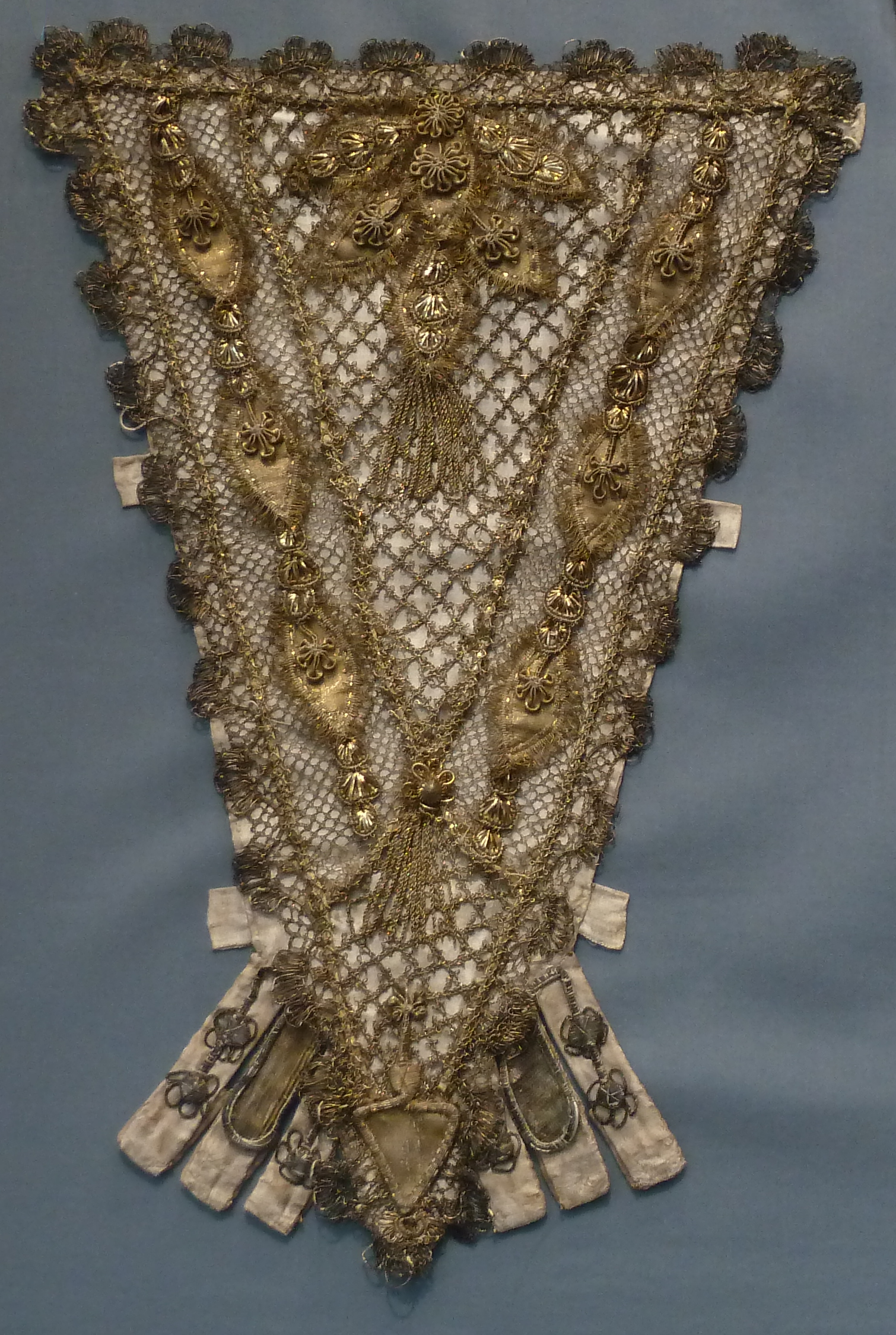
Stecker, Frankreich, 1700–1750. Seidensatin mit Metallgarn-Spitze, Applikationen und Posamenten. Los Angeles County Museum of Art M.67.8.99

Der Stecker ist ein Teil der Frauenkleidung im 17. und 18. Jahrhundert sowie in einigen Trachten, die auf diese Zeit zurückgehen. 
Im frühen und mittleren 17. Jahrhundert war er Teil des Mieders, das vorn mitunter etwas aufklaffte. Um das Hemd darunter zu verdecken, wurde unter die Schnürung ein versteiftes, länglich-dreieckiges, mit dem Miederstoff bezogenes Teil gesteckt, der Stecker. Öfter konnte er auch aus Pelz gearbeitet sein.
Die Funktion als Teil der Schnürbrust behält der Stecker bis ca. Mitte des 18. Jahrhunderts bei. 
Daneben entwickelt sich in den 1680ern, parallel zum Manteau, eine Variante, die zur Oberbekleidung gehört: Da der Manteau vorn offen ist, wird die Unterkleidung des Oberkörpers durch den Stecker verdeckt. Er wird mittels Nadeln durch seitlich angebrachte Laschen auf das Korsett gesteckt, dann wird der Manteau, ebenfalls mit Nadeln, auf dem Stecker festgesteckt. Dieser Stecker, der meist mit dem Stoff der Robe bezogen und passend verziert war (z. B. mit Metallspitze, Schleifen oder Stickerei) wurde auch zur Contouche getragen und blieb bis ca. 1770 in Mode. 
Eine Sonderform der 1760er ist die Compère, die zwar die länglich-dreieckige Form des Steckers hat, aber entlang der Mitte zweigeteilt und mit Knopfschluss versehen ist, während die beiden Hälften an der Robe festgenäht sind.